# キッズドーム ソライ
キッズドーム ソライ（英表記：KIDS DOME SORAI）は、山形県鶴岡市にある子育て支援施設。

## 概要
鶴岡市のサイエンスパーク内に「ショウナイホテル　スイデンテラス」などを運営するヤマガタデザインが建設し、2018年11月1日にグランドオープンした施設である。
利用対象年齢は0歳〜12歳の子供とその保護者とし、2020年4月から学童保育も始める。
建物の設計は建築家の坂茂が手掛け、県産のスギやカラマツを使ったドーム状の大屋根を架けた全天候型の建物を整備した。屋内には「アソビバ」「ツクルバ」と名付けた空間が設けられ、遊戯や工作などに親しめるような工夫が施されている。総工費は12億円で、そのうち1億円は市から補助を受けた。

### 利用料金値下げへ
県内各地の同様の施設が公費により無料利用できる中、利用料金が市内在住の3歳以上が、1回1500円、会員月額3500円と割高であるため、開設後1年間の利用者は延べ約8万5千人、このうち市民は4万1千人にとどまった。このため、2019年10月30日にヤマガタデザインが市に運営面での官民連携を求め、要望書を提出した。これを受け市では2020年度から最大3500万円の公費投入を検討していた。しかし、市議会12月定例会で、議員から「民間企業の救済措置ではないか」などと、赤字補てんや運営補助に対するの厳しい声が上がった。
市議会での厳しい指摘を受け、2020年1月30日にヤマガタデザインは利用料金の値下げを検討していることを明らかにし、4月をめどに結論をまとめる方針を発表した。これに伴い、市が検討していた利用助成は見送られることとなった。

## 沿革
- 2017年（平成29年） 8月31日 - 着工。
- 2018年（平成30年）11月1日 - 開館。
- 2020年（令和2年）4月 - 学童保育開始。
- 2022年（令和4年）5月 - SORAI SCHOOL開校
- 2022年（令和4年）5月 - SORAI TECHACADEMYサービス開始
- 2022年（令和4年）11月 - SORAI SCHOOLロボコン部スタート